# ارتش ملی هند
ارتش ملی هند (هندی: आज़ाद हिन्द फ़ौज، اردو: آزاد ہند فوج) یک نیروی مسلح بود که توسط همدستی با نیروهای محور و امپراتوری ژاپن در تاریخ ۱ سپتامبر ۱۹۴۲ در جنوب شرق آسیا در طول جنگ جهانی دوم تشکیل شد. هدف آن جنبش استقلال‌طلبی هند از حکومت راج بریتانیا بود.